# تکنولیبرالیسم
تکنولیبرالیسم (به انگلیسی: technoliberlalism)، فلسفه سیاسی است که بر اساس ایده‌های آزادی، فردیت، مسؤلیت، تمرکززدایی و خود آگاهی بنا شده‌است. این فلسفه هم‌چنین این ایده که فناوری باید با حد اقل کنترل در دسترس همه قرار بگیرد را برجسته می‌سازد. اعتقادات اساسی آن تحت پنج منفعت اصلی قرار می‌گیرند که عبارتند از: ساختن حکومت، اقتصاد، آزادی‌های مدنی، تحصیل و علم و محیط زیست. تکنولیبرال‌ها از ایده‌هایی مثل توازن قدرت در حکومت، تمرکززدایی، تحصیلات ارزان، حفاظت از سیاره‌مان، هنرهای زیبا، آزادی بیان و فناوری‌های ارتباطی حمایت می‌کنند.

## فلسفه
آدام فیش در کتاب‌اش به‌عنوان تکنولیبرالیزم، تکنولیبرالیزم را انیگونه توصیف می‌کند: فناوری‌های شبکه‌ای تناقضات آن‌عده جوامعی را بهبود می‌بخشند که هم بازار آزاد لیبرالیزم اقتصادی را گرامی می‌دارند و هم رفاه اجتماعی سوسیال لیبرالیزم را. به این ترتیب، تکنولیبرالیزم با نئولیبرالیزم پیوندهایی داشته اما دارای اختلافات اساسی نیز می‌باشد؛ «در حالی‌که آدام اسمیت بازاری را تصور می‌کرد که به نوعی بخشی طبیعی و ریشه‌کن ناشدنی دورنما بود (بر اساس گرایش انسان به «مبادله کالا») و تفکر نیولیبرال بازار را هنوز به‌همین شکل می‌بیند، تکنولیبرالیزم بر این باور است که چنین سیستم‌های پیچیده‌ای را می‌توان ساخت». در محور فلسفه تکنولیبرالیزم به‌عنوان یک عقیده و جنبش «ایمان غالب به تکنولوژی، سوء ظن بر نهادهای مدرنیست سنتی (از بالا به پایین) و باور به این‌که تأثیرات کلی مشارکت فردی تکنولوژی می‌تواند خوبی‌های اجتماعی را به بار بی‌آورد» قرار دارد. تکنولیبرالیزم عبارت از ترکیب تمرکززدایی، فردیت، مسؤلیت و خود آگاهی، اعتدال، پایداری و نظم و حکومت به سبک مهندسی است. باورهای اساسی آن تحت پنج منفعت اصلی قرار می‌گیرند: ساختن حکومت، تحصیل و علم، اقتصاد، محیط زیست و آزادی‌های مدنی. آن‌ها عبارت از:
- محافظت از آزادی یک فرد، در عین حال حفظ آزادی دیگران
- بازارهای آزاد با قوانین قویاً نافذ شده
- مالیات عادلانه، مخصوصاً بر شرکت‌های بزرگ
- حفاظت از سیاره‌ ما از طریق مقررات قوی در مورد تخریب محیط زیست
- قدرت تجارت‌های کوچک و متوسط
- آزادی بیان و فناوری‌های ارتباطی
- تأکید بر پیشرفت فناوری به عوض وضعیت موجود.

## فناوری شبکه‌ای
توسعه سریع فناوری شبکه‌ی، بستری را برای پخش و انتشار معلومات فراهم می‌کند که به نوبهٔ خود باعث تشویق آزادی بیان و فناوری‌های ارتباطی می‌شود.
- شبکه‌های اطلاعات توزیع شده، ظرفیت فناوری معلوماتی را افزایش می‌دهد.
- دسترسی آزاد به اینترنت عمیقاً ایده تکنولیبرالیزم را بازتاب می‌دهد.
- اشکال جدید فناوری شبکهٔ مانند شبکه فعلی تلویزیون و موبایل که فرصت پی‌گیری دموکراسی سازی را افزایش می‌دهد. اما یکی از آزادی‌های مدنی، بی‌طرفی اینترنت ثابت و عدم بی‌طرفی موبایل و ماهواره‌ها می‌باشد.
- افسانه‌های فرهنگی به اندازه فناوری یا بیشتر از آن بر موفقیت دموکراسی دیجیتالی اثر می‌گذارد.[۴]

## آزادی اقتصادی

### تجارت‌ها
آزادی اقتصادی از نظر تکنولیبرالیزم شامل کاپیتالیزم در محدوده کوچک، یا کاپیتالیزم برای تجارت‌های کوچک و متوسط است، نه سازمان‌های شرکتی که توسط گروه‌های ذینفع بزرگ ایجاد شده‌اند. به‌طور ایدئال، سیستم‌های محلی و پیوندهای اجتماعی، قدرت کاپلیتالیزم جهانی را از بین برده و راه را برای یک اقتصاد جدید کاپیتالیستی هم‌وار خواهد کرد. تطبیق مقررات اتحادیه شرکت‌ها این امر را عملی می‌کند، به این معنی که قوانین بیشتر باید برای کمپنی‌های بزرگ وضع شود تا رقابت بیشتر ایجاد گردد، در حالی‌که کمپنی‌های کوچک با قوانین کم‌تر فعالیت خواهند کرد. تکنولیبرالیزم بر این تجارت‌های کوچک و متوسط تأکید بیشتر دارد چون این‌ها باعث رشد اقتصاد می‌شوند. پول مصرف شده توسط مقامات محلی یا شرکت‌های کوچک، در مقایسه با پولی که توسط تجارت‌های بزرگ در عین محل مصرف می‌شوند، دوباره در اقتصاد محلی هزینه می‌شوند. تجارت کردن به این شکل، ارزش پولی بیشتری دارد.

### مقررات
تمرکززدایی نیز یک تفکر ایدئولوژیک کلیدی برای تکنولیبرالیزم بوده و در پی‌آن است تا مقرراتی که مانع رقابت تجارت‌ها با خدمات دولتی می‌شوند را ملغی سازد. تمرکززدایی به معنی توزیع قدرت از مرکز یک سازمان، پخش اقتدار به سوی کارگران در ساحه است. رشد سریع فناوری معلوماتی به این مفهوم کمک کرده طوری که اینترنت، توزیع معلومات را قابل دسترس و ارزان ساخته‌است. از سوی دیگر، تفکر ایدئولوژیک بازارهای آزاد قرار دارد. این‌جا مقررات شدیداً نافذ شده نیاز است چون این نوع بازار بر اساس عرضه و تقاضا با کنترل اندک دولتی می‌باشد. تکنولیبرال‌ها معتقدند که بدون مشکل یا اقدامات دولتی، دانش و فناوری را می‌توان از نظر جغرافیایی منتقل کرده و یک بازار کاملاً آزاد را متصور شد که در آن خریداران و فروشنده‌ها اجازه دارند بدون قید و شرط، بر مبنای توافق دوجانبه روی قیمت بدون مداخلهٔ دولت در قالب مالیات، گمرک یا مقررات، معاملات انجام دهند. هرچند موارد یاد شده یک نگرش ایده‌ال بوده و تطبیق آن مشکل خواهد بود.

### مالیات
تکنولیبرال‌ها، مالیات بر عایدات منفی اعتقاد دارند. بر اساس این تفکر افرادی که پایین‌تر از یک مقدار مشخص درآمد دارند، در عوض پرداختن مالیات به دولت، از سوی دولت معاش اضافی دریافت می‌کنند. این امر موجودیت حد اقل عایدات برای همه را تضمین نمود. در حالی که انتقادهای عمومی بر محور این حقیقت می‌چرخد که مالیات بر عایدات منفی می‌تواند تمایل به کارکردن را کاهش دهد، تکنولیبرال‌ها می‌خواهند مطمئن شوند که ابتدائی‌ترین سطح عایدات برای همه موجود است. به همین ترتیب، تکنولیبرالیزم خواستار مالیات عادلانه برای شرکت‌های بزرگ است. مناقشه‌ها مربوط به شرکت‌های چند میلیتی که از قوانین مالیات سوءاستفاده می‌کنند، به این معنی است که تکنولیبرال‌ها می‌خواهند مالیات عادلانه توسط تجارت‌های بزرگ پرداخت شود. نظریاتی هم‌چون «علامت مالیات منصفانه» در حال حاضر در حال انجام است.

## آزادی بیان
تکنولیبرالیزم به عنوان لیبرالیزم قرن بیست و یکم دیده می‌شود. فناوری‌های جدی و سایت شبکه‌های اجتماعی شهروندان را قادر می‌سازد تا آزادی بیان داشته و دیدگاه‌های شان را مطرح کنند. بحث‌های پیرامون تکنولیبرالیزم عبارت از:
- تمرکززدایی
- فردگرایی، مسئولیت و خودآگاهی
- اعتدال
- پایداری
- تنظیمات و حکومتداری به سبک مهندسی

## مسئولیت شهروندی
مسئولیت شهروندی در «تکنولیبرالیزم» به حفاظت از آزادی افراد در حالی‌که آزادی دیگران نیز حفظ گردد، اشاره می‌کند. تکنولیبرال‌ها به دنبال تغییر هستند. آن‌ها فطرتاً از وضعیت موجود راضی نیستند و به دنبال راه‌های جدید برای انجام دادن کارها می‌باشند. لیبرال‌ها در عرصه فناوری جامعه را به‌عنوان فرصت طلبان به پیش می‌رانند. تکنولیبرالیزم دیدگاه‌های اجتماعی و فرهنگی را ارائه می‌کند که متضمن تمام تلاش‌های بشری است. این شامل نحوه ایجاد و استفاده از فناوری، مخصوصاً فناوری کامپیوتر می‌شود. در عرصه فناوری، لیبرالیزم معمولاً به نوآوری و ریسک‌پذیری اشاره می‌کند. علاوه بر آن، اگر شما در فناوری معلوماتی یک تکنولیبرال هستید، آینده به زودی‌ها نمی‌تواند رقم بخورد. برای آن‌های که وعده واقعی اینترنت را برای چند رسانه‌ای و یک بستر کلی برای نرم‌افزار/ اپلیکیشن می‌بینند، اینترنت هنوز بسیار آهسته و بدوی است.

## نمونه‌ها در سطح جهان
تکنولیبرالیزم یک مثال خوب لیبرالیزم با پیشرفت‌های علمی و فناوری به علاوه پیشرفت آموزش است، اما هیچ کشوری خود را به تکنولیبرالیزم نسبت نداده‌است.

### حکومت سازی
برای ساختن یک حکومت، قدرت متوازن بوده و بازنگری همه‌چیز یک اصل اساسی است. علاوه بر آن، تفکیک نگرانی‌ها و عرف‌ها در پیکر دولت وجود خواهد داشت. برای مثال، در پادشاهی انگلستان، نخست‌وزیر با حمایت کابینه و وزرا، دولت را رهبری می‌کند. در حالی‌که ریاست‌ها و نهادهای مربوطه آن‌ها مسئول عملی کردن سیاست‌گذاری‌های دولت هستند و مردم می‌توانند از طریق مشورت دهی و درخواست‌ها در حکومت سهیم شده و در مورد تصمیماتی که دولت اتخاذ می‌کند به آن‌ها اطلاع داده و تأثیرات خود را به جا بگذارند.

### اقتصاد
کاپیتالیزم در محدوده کوچک، که به معنی کاپیتالیزم برای تجارت‌های کوچک و متوسط است، به عوض کاپیتالیزم شرکت‌های بزرگ؛ تمرکززدایی. بر علاوه تنظیم اتحادیه شرکت‌ها، مالیات بر عایدات منفی یا عایدات ابتدائی جهانی نمونه‌های تکنولیبرالیزم در عرصه اقتصادی است. برای مثال، قانون رقابت اتحادیه اروپا برای کنترل شرکت‌های بزرگ، انحصارگر، مقررات بیشتری را بر آن‌ها اجرا می‌کند، در حالی‌که مقررات کم‌تر سخت‌گیر برای شرکت‌های کوچک درنظر گرفته شده‌است. هدف اصلی این است که این‌جا صرف ملاحظات رفاه مصرف‌کننده درنظر گرفته می‌شود.

### آزادی‌های مدنی
در جامعه امروزی، دسترسی رایگان به اینترنت و آزادی بحث روی مسائل مختلف یک نمونه معروف از تکنولیبرالیزم است.